# Dolichotis
Dolichotis  is een geslacht van knaagdieren uit de familie van de cavia-achtigen (Caviidae). De wetenschappelijke naam van het geslacht werd in 1820 gepubliceerd door Anselme Gaëtan Desmarest.

## Soorten
Er worden twee soorten in dit geslacht geplaatst:
- Dolichotis patagonum (Zimmermann, 1780) – Mara
- Dolichotis salinicola Burmeister, 1876 – Kleine mara